# (100444) 1996 RK1
(100444) 1996 RK1 es un asteroide perteneciente al cinturón de asteroides, descubierto el 9 de septiembre de 1996 por Paul G. Comba desde el Observatorio de Prescott, Arizona, Estados Unidos.

## Designación y nombre
Designado provisionalmente como 1996 RK1.

## Características orbitales
1996 RK1 está situado a una distancia media del Sol de 2,753 ua, pudiendo alejarse hasta 3,328 ua y acercarse hasta 2,178 ua. Su excentricidad es 0,208 y la inclinación orbital 2,130 grados. Emplea 1668 días en completar una órbita alrededor del Sol.

## Características físicas
La magnitud absoluta de 1996 RK1 es 16. Tiene 3,633 km de diámetro y su albedo se estima en 0,064.